# Borin Do
Borin Do (en serbe cyrillique : Борин До) est un village de Serbie situé dans la municipalité de Vlasotince, district de Jablanica. Au recensement de 2011, il comptait 108 habitants.
Borin Dol est également connu sous le nom de Borin Dol.

## Démographie
| 1948 | 1953 | 1961 | 1971 | 1981 | 1991 | 2002 | 2011 |
| ---- | ---- | ---- | ---- | ---- | ---- | ---- | ---- |
| 671  | 677  | 686  | 541  | 364  | 226  | 148  | 108  |

|  |